# Alladina a Palomid (Burghauser)
Alladina a Palomid (někdy psáno též Aladina a Palomid)je komorní opera o dvou dějstvích a osmi obrazech českého skladatele Jarmila Burghausera na vlastní libreto podle stejnojmenné loutkové hry belgického symbolistického básníka Maurice Maeterlincka. Vznikla v letech 1943–1944.

## Vznik
Jarmil Burghauser (1921–1997) už od dvanácti let studoval hudební skladbu u Jaroslava Křičky a Otakara Jeremiáše a koncem 30. let 20. století na sebe upozornil jako skladatel i veřejně. Aktivně skladatelsky působil i v době okupace, když současně navštěvoval Pražskou konzervatoř. V té době spolupracoval s ochotnickou Komorní zpěvohrou (existovala v letech 1938–1946) a pro ni napsal i komorní operu Alladina a Palomid na námět, který před ním z českých skladatelů zhudebnili již Osvald Chlubna (1922, uvedeno v Brně roku 1925 pod názvem Síla touhy) a Emil František Burian (1923, uvedeno až roku 1959 v Praze jako Pohádka o veliké lásce). Burghausera tento námět zaujal již jako desetiletého chlapce a první náčrtky, jež v konečné verzi pak zčásti využil, si učinil už v roce 1932.
Burghauserova první opera Alladina a Palomid nebyla nikdy uvedena na jevišti, brzy však následovaly další opery, Lakomec (1949) a Karolinka a lhář (1950–1953), které inscenovány byly.

## Osoby
| osoba                      | hlasový obor |
| -------------------------- | ------------ |
| Ablamor                    | bas          |
| Astolena, dcera Ablamorova | mezzosoprán  |
| Alladina                   | soprán       |
| Palomid                    | tenor        |
| první Palomidova sestra    | soprán       |
| druhá Palomidova sestra    | mezzosoprán  |
| třetí Palomidova sestra    | alt          |
| lékař                      | bas          |

## Děj opery

### 1. dějství
(1. obraz – Zarostlý kout zahrady) Starý král Ablamor se sklání nad svou mladičkou otrokyní Alladinou. Zamiloval se do ní tak, jako ještě nikdy ve svém životě, a sní o tom, že s ním bude dívka sdílet jeho poslední léta. Políbí spící otrokyni. Ta se náhle probouzí: prý se jí zdál zlý sen. Zdálo se jí, že někoho zahlédla na cestě. Skutečně, přichází mladý rytíř vedoucí za uzdu svého koně. Je to Palomid a přijíždí na svou svatbu s Ablamorovou jedinou dcerou Astolenou. Ta se zdržela po cestě a dorazí později, zatímco Palomidovy sestry již očekávají snoubence na Ablamorově hradě.
Palomid vypráví, že trpěl smutkem a úzkostí, dokud nepotkal Astolenu, jejíž duše mu otevřela nový život. Současně však se navzájem pokradmo pozorují s Alladinou. Palomidův kůň vyleká Alladinina beránka. Král rytíři představuje svou otrokyni a všichni odcházejí do hradu. Alladina vypráví, že hrad je plný klikatých schodišť, chodeb a tajemných místností, do kterých málokdy pronikne světlo. Ablamor je překvapen, že málomluvná Alladina nachází pro příchozího tolik slov.
(2. obraz – Komnata s oknem do zahrady) Alladina vyhlíží z okna do zahrady. Ablamor jí vypráví o fontánách, které dal zřídit za smrt každé ze svých dcer, a mluví i o Palomidovi, jenž zdá se od příjezdu ztratil svou rozhodnost a energii. Král se snaží přesvědčit Alladinu, aby si s ním vyšla na večerní procházku, ale ta odmítá: cítí se trochu churava a málem omdlévá. Ablamor otevře náhle dveře místnosti a nalézá za nimi Palomida v jakémsi očarování. Oba muži se mlčky rozejdou.
(3. obraz – Komnata na hradě) Ablamor hovoří s Alladinou. Nevyčítá jí ani Palomidovi jejich city, ale prý je zahlédl líbat se pod Astoleniným oknem. Kárá ji za to, ale je jí ochoten vše odpustit. Jenže Alladina to popírá a chce odejít. Zamilovaný Ablamor jí v tom brání a pevně ji stiskne, až jí zapraští kosti; záhy ji však pustí, pláče a prosí o odpuštění a o soucit s Astolenou. Ze sedmi dcer mu zůstala naživu jediná a i ona ztrácela vůli k životu, dokud se neobjevil Palomid. Král tedy prosí za svou dceru. Alladina pláče a nedopovídá.
(4. obraz – Astolenina komnata) Palomid se přiznává Astoleně, že i když ji stále ctí a obdivuje, propadl lásce k jiné a nemůže již být s Astolenou šťasten. Astolena mu stírá slzy, a i když sama pláče, zamlouvá to a přijímá osud. Radí však Palomidovi, aby s Alladinou co nejdříve odešel, protože otec začíná mít podezření.

### 2. dějství
(5. obraz – Ložnice na hradě) Palomid vyzývá Alladinu, aby se připravila na odchod. Na hradě již nemohou zůstat; král se začíná chovat nesrozumitelně, bloudí po chodbách, chřestí svazkem velkých klíčů a zřejmě cosi chystá. Astolena a Palomidovy sestry již připravily na zítřek útěk obou milenců. Palomid slibuje Alladině, že ji odvede na zámek svého otce, daleko od pochmurného Ablamorova hradu. Vzpomínka na Astolenu jej však kruší a zastává se jí před Alladininými nešetrnými slovy.
(6. obraz – Chodba před Alladininou komnatou) Astolena zasvěcuje Palomidovy sestry do situace: vše je připraveno k jejich i Palomidově odjezdu, protože král začíná být nebezpečný, ale Alladina zmizela a Palomid bez ní neodejde. Přichází Ablamor se svazkem klíčů, prozpěvuje si a poté usíná na lavici. Přichází Palomid. Podaří se mu vyprostit spícímu králi z ruky klíče a otevírá Alladininu komnatu. Je zcela temná, ale nakonec zde Palomid, jeho sestry a Astolena naleznou spoutanou Alladinu a osvobozují ji. Za nimi vstoupí probuzená Ablamor, otevírá okenici a vpouští do komnaty světlo. Nic prý milencům nevyčítá: prý jednali tak, jak museli, a on také. Z jeho laskavých slov však zní neurčitá hrozba.
(7. obraz – Rozsáhlé podzemní jeskyně) Palomid a Alladina se probouzejí v temné jeskyni pod hradem; byli sem na králův rozkaz přineseni se svázanýma rukama a zavázanýma očima. Vzájemně si pomáhají zbavit se pout. Jsou konečně spolu zcela sami a jeskyně se jim jeví nádherná, plná kamenných květů a krásné modré vody. Tu je slyšet lámání kamene a z otvoru proudí do jeskyně světlo. Prostor se náhle jeví ošklivý a bezútěšný. Milenci se dohadují, že Ablamor se vrací dokonat svou pomstu. Ustupují před světlem až do vody a tonou. Tak je najdou Astolena a Palomidovy sestry, kteří je přišli zachránit.
(8. obraz – Chodba s mnoha dveřmi) Astolena vysvětluje lékaři, že se jim podařilo Palomida a Alladinu z mělké vody zachránit, ale od té doby leží v horečkách každý ve svém pokoji. Ablamor zmizel ještě ten den, kdy je uvrhl do sluje. Lékař varuje: milenci se mohou uzdravit, ale jen za podmínky naprostého klidu: nikdo na ně nesmí mluvit a především nesmějí mluvit oni sami. Jenže Palomid a Alladina nevydrží: přes stěnu na sebe volají, chtějí spolu uprchnout před světlem do svého světa, pozbyli touhy žít. Jejich hlasy postupně slábnou, až utichají. Astolena a Palomidovy sestry vstupují do místnosti s Palladinovým lůžkem; u úmrtního lože Alladinina je prázdno.

## Instrumentace
Flétna, hoboj, klarinet, basklarinet, fagot, lesní roh, trubka, klavír, smyčcové nástroje (housle, violy, violoncella, kontrabasy).